# Gisela Fritsch

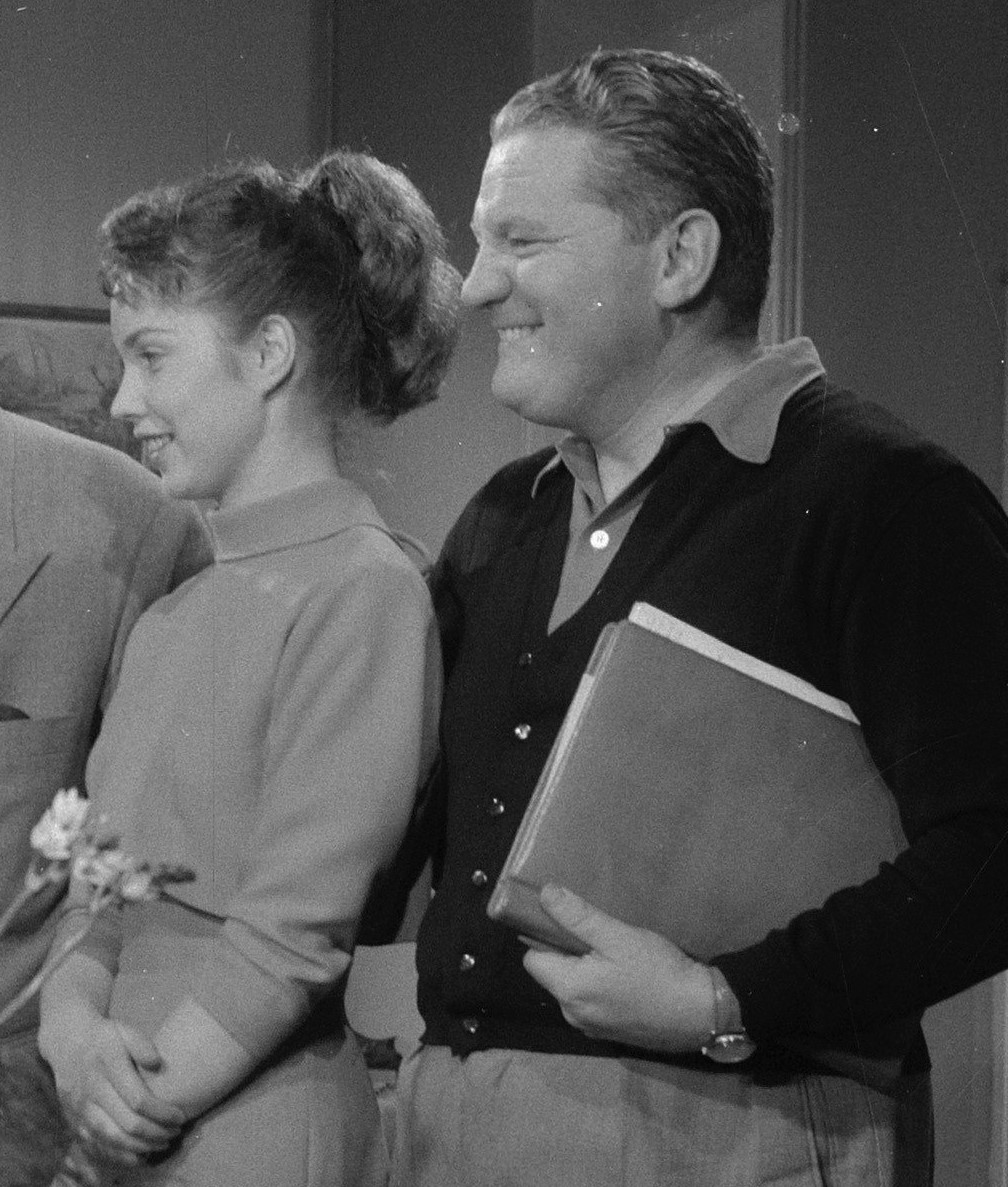
Fritsch mit Alfred Bittins, 1957

Gisela Fritsch (* 24. November 1936 in Berlin; † 3. Juli 2013 ebenda; bürgerlich Gisela Pukaß-Fritsch) war eine deutsche Schauspielerin sowie Synchron- und Hörspielsprecherin.

## Leben
Aufgewachsen in Berlin absolvierte sie zunächst eine Schauspielausbildung an der Fritz-Kirchhoff-Schule und tourte mit Theaterauftritten durch Kassel, Hannover und Berlin. Ihren ersten Kinoauftritt hatte sie 1954 in der bundesdeutschen Verfilmung König Drosselbart. Später war sie in Kino- und TV-Filmen wie der deutsch-niederländischen Produktion Acht Mädels im Boot (1957), Ist Mama nicht fabelhaft? (1958) oder Heute kündigt mir mein Mann (1962) zu sehen.
Neben ihrer schauspielerischen Tätigkeit arbeitete sie auch als Synchron- und Hörspielsprecherin. Ihre bekannteste Sprechrolle war ab 1977 die der Reporterin Karla Kolumna, sowohl in den Hörspiel- als auch in den Zeichentrickserien Benjamin Blümchen und Bibi Blocksberg. Nach ihrem Tod übernahm Ulrike Stürzbecher diese Rolle.
Gisela Fritsch war mit ihrem Kollegen Joachim Pukaß verheiratet. Die gemeinsame Tochter Melanie Pukaß ist ebenfalls als Synchronsprecherin und Schauspielerin tätig.

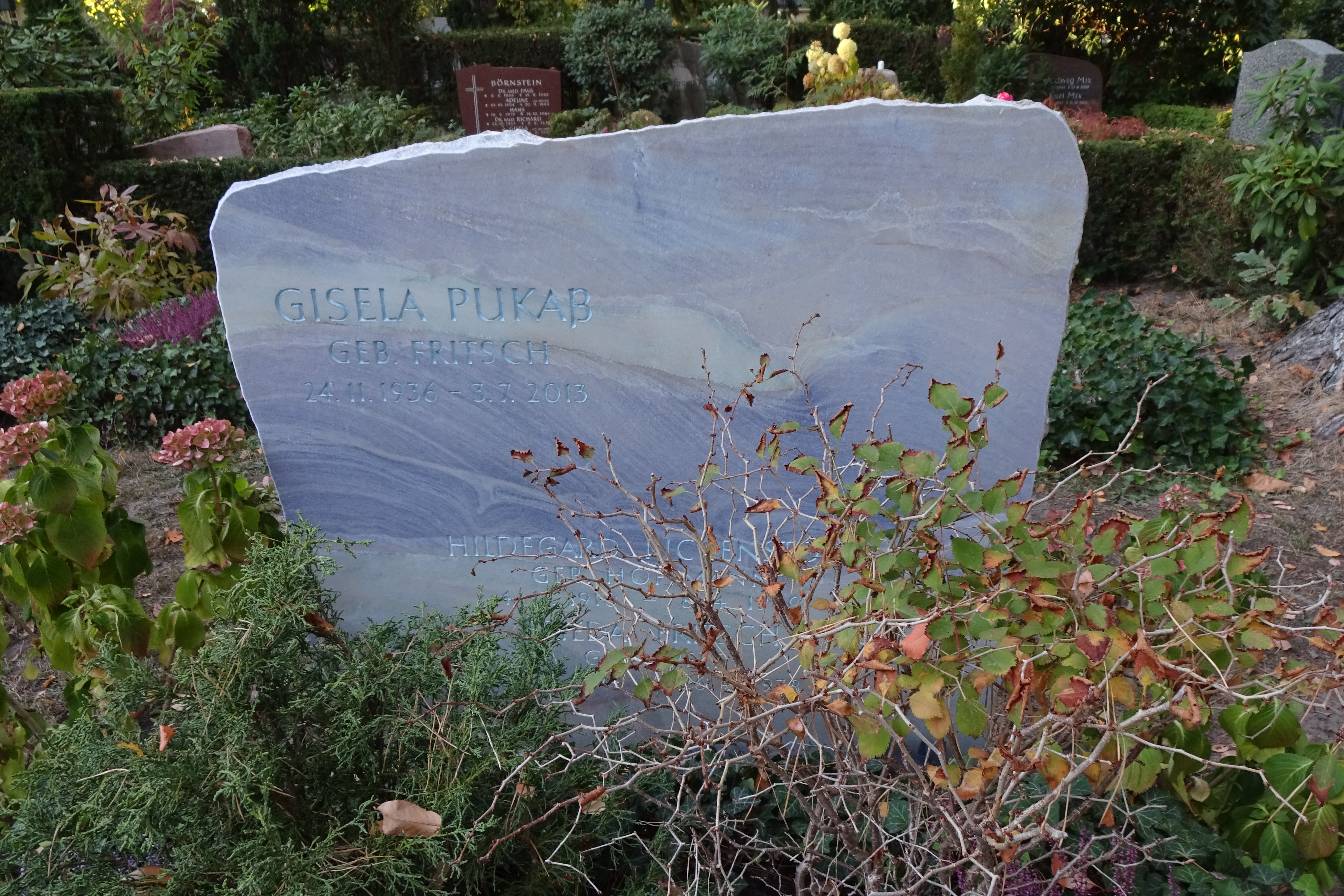
Grablege

Am 3. Juli 2013 starb Gisela Pukaß-Fritsch im Alter von 76 Jahren an den Folgen einer Krebserkrankung in Berlin. Die Trauerfeier fand in der evangelischen Kirche Nikolassee statt. Sie wurde auf dem Evangelischen Kirchhof Nikolassee beigesetzt.

## Filmografie

### Schauspielerin
- 1954: König Drosselbart
- 1957: Und das am Montagmorgen (Fernsehfilm)
- 1957: Acht Mädels im Boot
- 1958: Ist Mama nicht fabelhaft?
- 1959: Brave Diebe (Fernsehfilm)
- 1960: Geheimnis einer Frauenklinik
- 1961: Wie einst im Mai (Fernsehfilm)
- 1961: Anfrage (Fernsehfilm)
- 1963: Heute kündigt mir mein Mann
- 1963: Jack und Jenny
- 1965: Der alte Feinschmecker (Fernsehfilm)
- 1966: Kubinke (Fernsehfilm)
- 1967: Frühling in Baden-Baden (Fernsehfilm)
- 1968: Bevor der Winter kommt
- 1969: Die Kommode (Fernsehfilm)
- 1971: Familie Bergmann (Fernsehserie, 2 Folgen)
- 1973: Die Reise nach Mallorca (Mini-Fernsehserie)
- 1973: Im Reservat
- 1976: Direktion City (Fernsehserie, Folge 8 Leichenfund)
- 1977: Anpassung an eine zerstörte Illusion (Fernsehfilm)
- 1977: Endstation Paradies (Fernsehfilm)
- 1978: Ein typischer Fall (Fernsehfilm)
- 1983: Für’n Groschen Brause
- 1983: Wie im Leben (Fernsehserie)
- 1985: Die Mitläufer
- 1989: Eine unheimliche Karriere (Fernsehfilm)
- 1990: Hotel Paradies (Fernsehserie, 2 Folgen)

### Synchronsprecherin
Judi Dench
- 1995: James Bond 007 – GoldenEye als M
- 1997: Der Morgen stirbt nie als M
- 1998: Shakespeare in Love als Elisabeth I.
- 1999: James Bond 007 – Die Welt ist nicht genug als M
- 1999: Tee mit Mussolini als Arabella
- 2000: Chocolat als Armande Voizin
- 2001: Schiffsmeldungen als Agnis Hamm
- 2002: Ernst sein ist alles als Lady Augusta Bracknell
- 2002: Stirb an einem anderen Tag als M
- 2004: Riddick: Chroniken eines Kriegers als Aereon
- 2004: Der Duft von Lavendel als Ursula Widdington
- 2005: Stolz und Vorurteil als Lady Catherine de Bourg
- 2005: Lady Henderson präsentiert als Laura Henderson
- 2006: James Bond 007: Casino Royale als M
- 2007: Tagebuch eines Skandals als Barbara Covett
- 2008: Ein Quantum Trost als M
- 2010: Nine als Lilli
- 2011: Pirates of the Caribbean – Fremde Gezeiten als Lady
- 2011: Best Exotic Marigold Hotel als Evelyn Greenslade
- 2011: My Week with Marilyn als Dame Sybil Thorndike
- 2012: James Bond 007 – Skyfall als M

Karen Black
- 1974: Giganten am Himmel als Nancy Pryor
- 1975: Revolte in der Unterwelt als Bett Jarrow
- 1976: Familiengrab als Francis
- 1982: Komm zurück, Jimmy Dean als Joanne
- 1988: Nashville als Connie White
- 2002: Haus der 1000 Leichen als Mother Firefly

Ellen Burstyn
- 2002: Die göttlichen Geheimnisse der Ya-Ya-Schwestern als Viviane Joan „Vivi“ Abbott Walker
- 2006: The Wicker Man als Schwester Summersisle
- 2008: W. – Ein missverstandenes Leben als Barbara Bush
- 2009: The Stone Angel als Hagar
- 2012: Immer noch Liebe! als Mary Malone

Susan Sarandon
- 1975: Tollkühne Flieger als Mary Beth
- 1980: Atlantic City, USA als Sally Matthews
- 1992: Lorenzos Öl als Michaela Odone
- 1994: Betty und ihre Schwestern als Mrs. Abigail „Marmee“ March

Fanny Ardant
- 1981: Die Frau nebenan als Mathilde Bauchard
- 1981: Ein jeglicher wird seinen Lohn empfangen… als Véronique
- 1983: Auf Liebe und Tod als Barbara Becker
- 1986: Mélo als Christiane Levesque

Catherine Deneuve
- 1964: Ich war eine männliche Sexbombe als Isabelle
- 1965: Ekel als Carole Ledoux
- 1973: Allein mit Giorgio als Liza

Barbara Hershey
- 1976: Der Letzte der harten Männer als Susan Bogarde
- 1980: Der lange Tod des Stuntman Cameron als Nina Franklin
- 1982: Entity – Es gibt kein Entrinnen vor dem Unsichtbaren, das uns verfolgt als Carla Moran

Louise Sorel
- 1980: Vegas als Jackie Aldridge
- 1984: Hart aber herzlich als Pat Yankee

Linda Evans
- 1983–1990: Der Denver-Clan als Krystle Carrington
- 1987: Love Boat als Monica Brandon

#### Filme
- 1964: König der heißen Rhythmen … Joan Freeman als Cathy Lean
- 1964: Ist ja irre – Cäsar liebt Cleopatra … Sheila Hancock als Senna Pod
- 1967: Seemann, ahoi! … Dodie Marshall als Jo Symington
- 1967: Cosa Nostra – Erzfeind des FBI … Susan Strasberg als Chris Roland
- 1969: Die Rache der glorreichen Sieben … Wende Wagner als Tina
- 1970: Kelly, der Bandit … Sue Lloyd als Kate
- 1971: Rio Lobo … Susana Dosamantes als Maria Carmen
- 1971: Billy Jack … Susan Foster als Cindy
- 1973: Banacek … Christine Belford als Carlie Kirkland
- 1973: Massenmord in San Francisco … Cathy Lee Crosby als Kay Butler
- 1973: Sergeant Madigan … Jennifer Harmon als Janet Lakka
- 1973: Der große Coup … Sheree North als Jewell Everett
- 1973: Der Mann im schwarzen Fadenkreuz … Madlyn Rhue als Teresa Taylor
- 1973: Alfredo, Alfredo … Stefania Sandrelli als Maria Rosa
- 1973: Das letzte Kommando … Luana Anders als Donna
- 1973: Punition – Ausgepeitscht … Karin Schubert als Britt
- 1973: Der Tod kennt keine Wiederkehr … Sybil Scotford als Real Estate Lady
- 1973: Charlie Chan – Ein wohlgehütetes Geheimnis … Louise Sorel als Ariane Hadrachi
- 1974: Reise mit Jakob … Gyorgyi Andai als Emese
- 1974: Der Mordfall Marcus–Nelson … Lorraine Gary als Ruthie
- 1974: Harry Crown – Eine Kugel für jeden … Janice Heiden als Clara
- 1975: Asphalt–Katze … Ursula Andress als Nora Green
- 1975: Die Ritter der Kokosnuß … Carol Cleveland als Zoot
- 1975: Music Man … Shirley Jones als Marian Paroo
- 1975: Sergeant Madigan: Einsatz in London … Jeanette Wild als Cora
- 1976: Taxi Driver … Cybill Shepherd als Betsy
- 1977: Bernard und Bianca … Eva Gabor als Bianca (Sprache)
- 1978: Teufelskreis Alpha … Fiona Lewis als Dr. Susan Charles
- 1979: Das schwarze Loch … Yvette Mimieux als Dr. Kate McCrae
- 1980: 101 Dalmatiner … Lisa Davis als Anita
- 1982: Grease 2 … Connie Stevens als Miss Mason
- 1983: Der Rammbock … Béatrix van Til als Eleonore
- 1984: Ghostbusters – Die Geisterjäger … Rhoda Gemignani als Maklerin
- 1986: La Gitane – Nichts als Ärger mit den Frauen … Marie-Anne Chazel als Mlle Caprot
- 1986: Ferris macht blau … Cindy Pickett als Katie Bueller
- 1987: Ein unzertrennliches Gespann … Marie Pillet als Wirtin
- 1988: Elvira – Herrscherin der Dunkelheit … Susan Kellermann als Patty
- 1989: Valmont … Ilsa Blair als Baroness
- 1990: Aus Mangel an Beweisen … Bonnie Bedelia als Barbara Sabitch
- 1990: Pretty Woman … Lucinda Crosby als Gwen Olsen
- 1992: Der Unbekannte … Geneviève Page als Bernadette
- 1993: Crazy Instinct … Kate Nelligan als Lana Ravine
- 1994: Schneewittchen und die sieben Zwerge … Lucille La Verne als böse Königin
- 1995: Die Brady Family … RuPaul als Mrs. Cummings
- 1995: Goofy – Der Film … Florence Stanley als Kellnerin
- 1996: Mission: Impossible … Vanessa Redgrave als Max
- 1997: Mein Leben in Rosarot … Hélène Vincent als Élisabeth
- 2000: All die schönen Pferde … Míriam Colón als Donna Alfonsa
- 2002: Collateral Damage – Zeit der Vergeltung … Millie Slavin als US–Außenministerin
- 2002: Arac Attack – Angriff der achtbeinigen Monster … Eileen Ryan als Gladys
- 2003: Freddy vs. Jason … Paula Shaw als Mrs. Pamela Voorhees
- 2004: Spanglish … Cloris Leachman als Evelyn Wright
- 2004: Die Daltons gegen Lucky Luke … Marthe Villalonga als Ma Dalton
- 2005: Mord im Pfarrhaus … Maggie Smith als Grace Hawkins
- 2005: Das Schwiegermonster … Elaine Stritch als Gertrude
- 2009: Drag Me to Hell … Lorna Raver als Sylvia Ganush
- 2010: The Book of Eli … Frances de la Tour als Martha
- 2010: Harry Potter und die Heiligtümer des Todes: Teil 1 … Matyelok Gibbs als Großtante Muriel
- 2011: Die 12 Weihnachts-Dates … Jayne Eastwood als Margine Frumkin
- 2012: Der Gründer … Cecilia Pillado als Simonetta Paternostro

#### Serien
- 1978–1979: Fünf Freunde … Sue Best als Tante Fanny
- 1984: Hart aber herzlich … Juliet Mills als Kate Matthews
- 1984: Hart aber herzlich … Diana Muldaur als Claire Beaumont
- 1986: Hardcastle & McCormick … Trish Van Devere als Diedre Drylinger
- 1987: Hotel … Susan Blakely als Dr. Ann Vargo
- 1989–1998: DuckTales – Neues aus Entenhausen … Joan Gerber als Frieda
- 1990: Matt Houston … Beverly Garland als Sarah Chapman
- 1990: Drei Engel für Charlie … Ellen Geer als Hutton
- 1992: Quincy … Jane Greer als Dorrie Larkin
- 1993: Lou Grant … Rue McClanahan als Maggie McKenna
- 1999–2001: Jim Knopf … als Frau Mahlzahn
- 1999–2001: Unten am Fluss … Janet Dale als Bark
- 2004: Absolutely Fabulous … June Whitfield als June Monsoon
- 2005: Free for All … Mitzi McCall als Sylvia Jenkins
- 2005–2007: W.i.t.c.h. … Lauren Tom als Yan Lin
- 2006–2007/2009: Grey’s Anatomy … Robin Pearson Rose als Patricia
- 2007–2009/2011: Desperate Housewives … Polly Bergen als Stella Kaminsky, verw. Lindquist, gesch. Wingfield

## Hörspiele (Auswahl)
Karla Kolumna
- 1977–2014: Benjamin Blümchen (Hörspiel, Folgen 2–126)
- 1982–2015: Bibi Blocksberg (Hörspiel, Folgen 7–114)
- 1991–2002: Bibi und Tina (Hörspiel, Folgen 5–46)

Sonstige
- 1964–1987: Diverse Autoren: Damals war’s – Geschichten aus dem alten Berlin (Geschichten Nr. 7, 17, 19, 20, 22, 23, 24, 25, 26, 29, 30, 35 mit insgesamt 111 Folgen) – Regie: Ivo Veit u. a. (40 Geschichten in 426 Folgen) (RIAS Berlin)[4]
- 1969: Louis C. Thomas: Falsche Fährte (Claire) – Regie: Erich Köhler (SFB)
- 1973: Egon Polling: Damals war’s – Geschichten aus dem alten Berlin – Der Storch in der Linde (Lisa Korte) – Regie: Ivo Veit (RIAS Berlin)[4]
- 1980: Michael Koser: Professor van Dusen (Hörspielreihe) – Folge 14: Rotes Blut und weißer Käse (Selma Castor) – Regie: Rainer Clute (RIAS Berlin)
- 1991: Klaus Kordon: Maltes Großvater lebt am Meer (3. Teil: Nettis Trick) (Kleine Frau) – Regie: Uli Herzog (SFB)
- 1999: Gänsehaut – Folge 11: Hexenküche als Tante Dahlia (Europa)
- 2005: Krimi Klassiker (Hörspielserie) … in den Folgen „Die blaue Hand“ und „Der Vampir von Sussex“
- 2006: Gruselkabinett … in den Folgen „Spuk in Hill House“ und „Dr. Jekyll und Mr. Hyde“
- 2007: Gabriel Burns (Hörspielserie) … als Senora Siquera in Folge 27 „Zwiespalt“
- 2008: Gruselkabinett … in den Folgen „Der Glöckner von Notre Dame“ und „Die Gespenster-Rikscha“
- 2008: Die Ferienbande und das bumsfidele Geisterschiff … als Hella von der Osten-Sacken.
- 2008–2009: Sherlock Holmes (Hörspielserie) … in den Folgen „Das gelbe Gesicht“ und „Der schwarze Peter“
- 2008–2010: Mimi Rutherfurt ermittelt/Mimi Rutherfurt und die Fälle (Hörspielserie) … als Marie Magdalena Rutherfurt
- 2008–2013: Jack Slaughter … als Grandma Abigail
- 2009: Anne auf Green Gables … als Mrs. Douglas in „Viele glückliche Paare“
- 2009: TKKG Folge 163: Die Makler-Mafia … als Rosalinde Sauerlich
- 2010: TKKG Folge 171: Das lebende Gemälde … als Elisabeth Jahling
- 2012: Die drei ??? Folge 155: und der Meister des Todes … als Angela Sciutto

## Computerspiele
- 2001: Jan Tenner – Artefakte der Macht
- 2013: The Raven: Vermächtnis eines Meisterdiebs (Clarissa Westmacott)

## Auszeichnungen
- 2006 Deutscher Preis für Synchron für ihre herausragende weibliche Synchronarbeit in der deutschen Adaption der Schauspielerin Cloris Leachman in Spanglish